# Fernando (football, 1967)
Pour les articles homonymes, voir Fernando.
Fernando Henrique Mariano, plus communément appelé Fernando, est un footballeur brésilien né le 3 avril 1967. Il était milieu de terrain.